# Droga wojewódzka 966
Die Droga wojewódzka 966 (DW 966) ist eine 51 Kilometer lange Droga wojewódzka (Woiwodschaftsstraße) in der polnischen Woiwodschaft Kleinpolen, die Wieliczka mit Tymowa verbindet. Die Strecke liegt im Powiat Wielicki und im Powiat Bocheński.

## Streckenverlauf
Woiwodschaft Kleinpolen, Powiat Wielicki
-  Wieliczka (Groß Salze) (A 4, DK 94, DW 964)
- Lednica Górna
- Biskupice
- Trąbki
- Łazany
- Bilczyce
-  Gdów (DW 967)
- Zagórzany

Woiwodschaft Kleinpolen, Powiat Bocheński
- Łapanów
- Leszczyna
-  Muchówka (DW 965)
- Lipnica Murowana
- Lipnica Dolna
-  Tymowa (Groß Salze) (DK 75)